# Mer (Loir-et-Cher)
 Mer  [mɛʁ] ist eine französische Gemeinde mit 6294 Einwohnern (Stand 1. Januar 2022) im Département Loir-et-Cher in der Region Centre-Val de Loire; sie gehört zum Arrondissement Blois und zum Kanton La Beauce.

## Bevölkerungsentwicklung
| Jahr      | 1962 | 1968 | 1975 | 1982 | 1990 | 1999 | 2007 | 2017 | 2021 |
| Einwohner | 3477 | 4600 | 5158 | 5886 | 5950 | 5886 | 5844 | 6238 | 6235 |

## Sehenswürdigkeiten
- Kirche Saint-Hilaire (16./18. Jahrhundert, Monument historique 1912)
- Kirche Saint-Aignan im Ortsteil Herbilly (Monument historique)
- Schloss Chantecaille (15./17. Jahrhundert)
- Alte Markthalle (Monument historique)

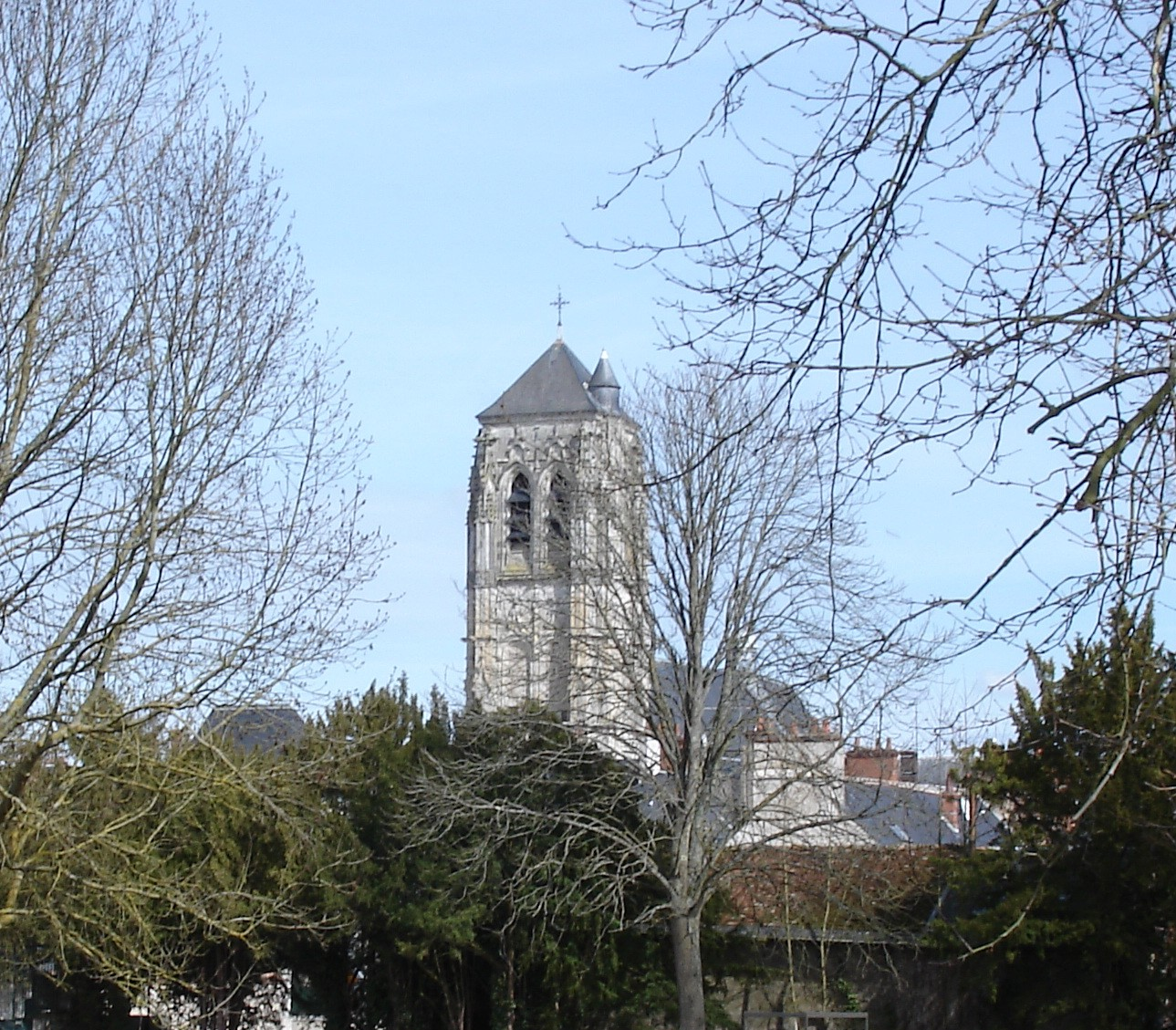
Kirche Saint-Hilaire
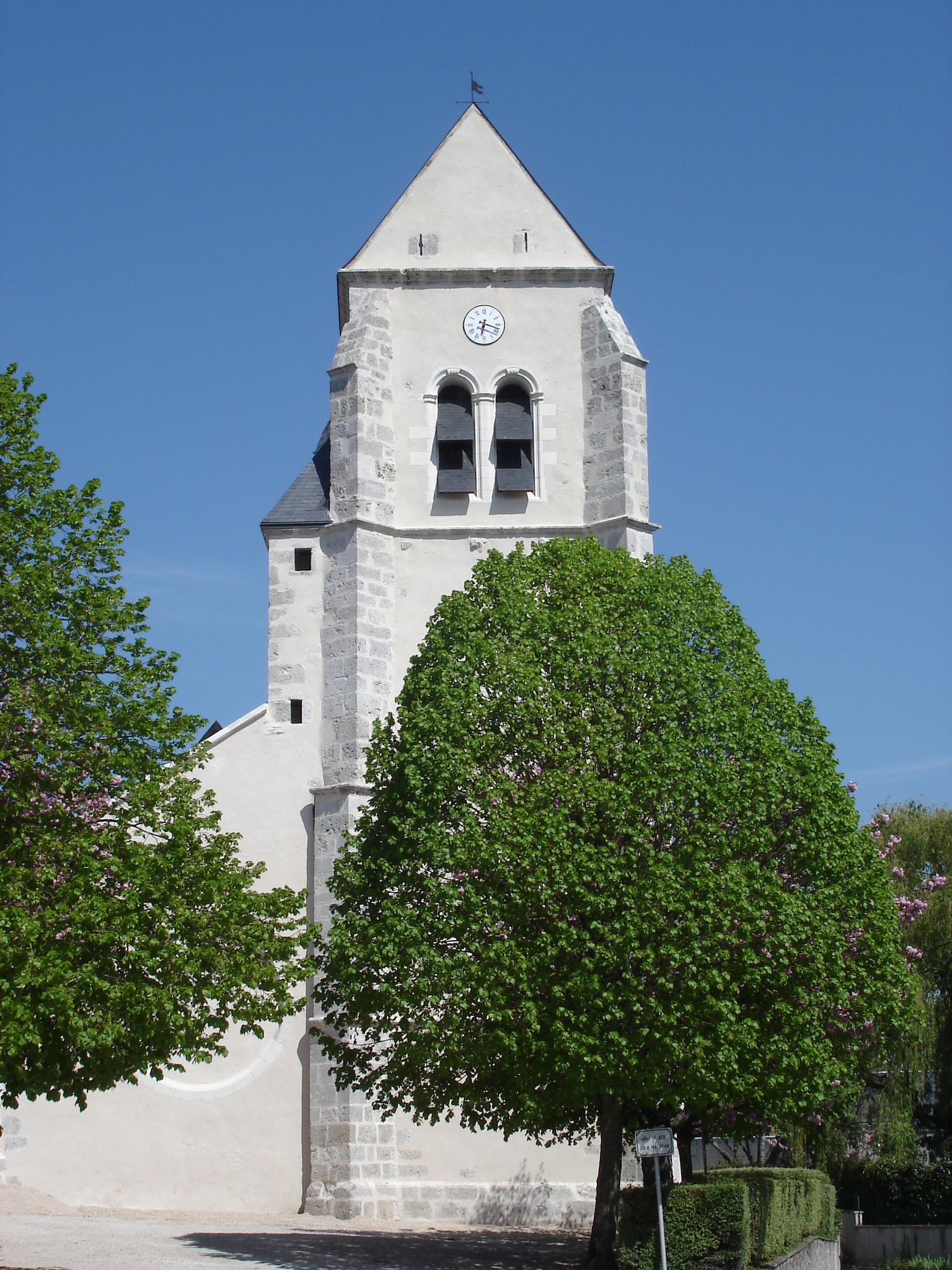
Kirche Saint-Aignan
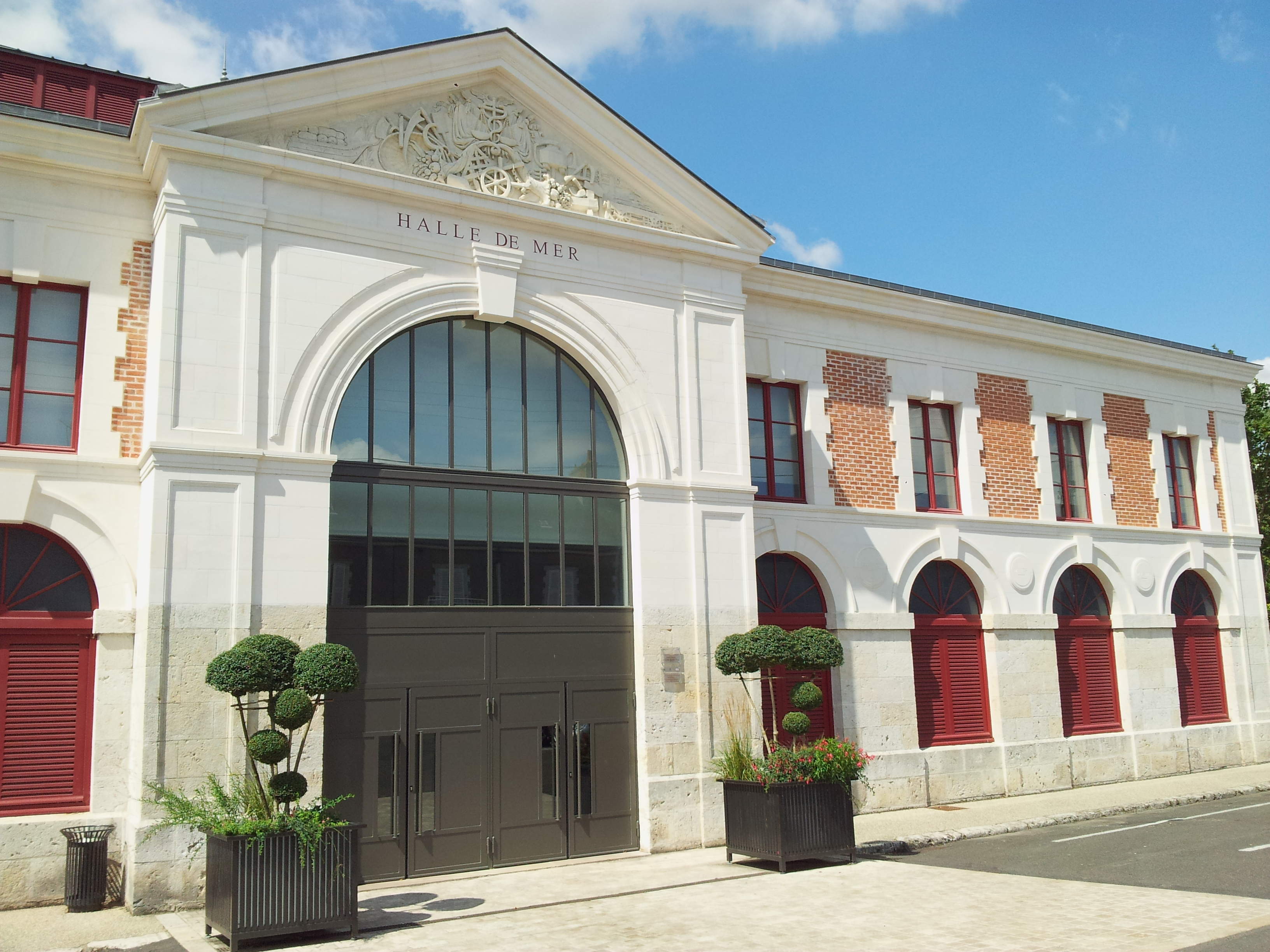
Markthalle aus den 1860er Jahren
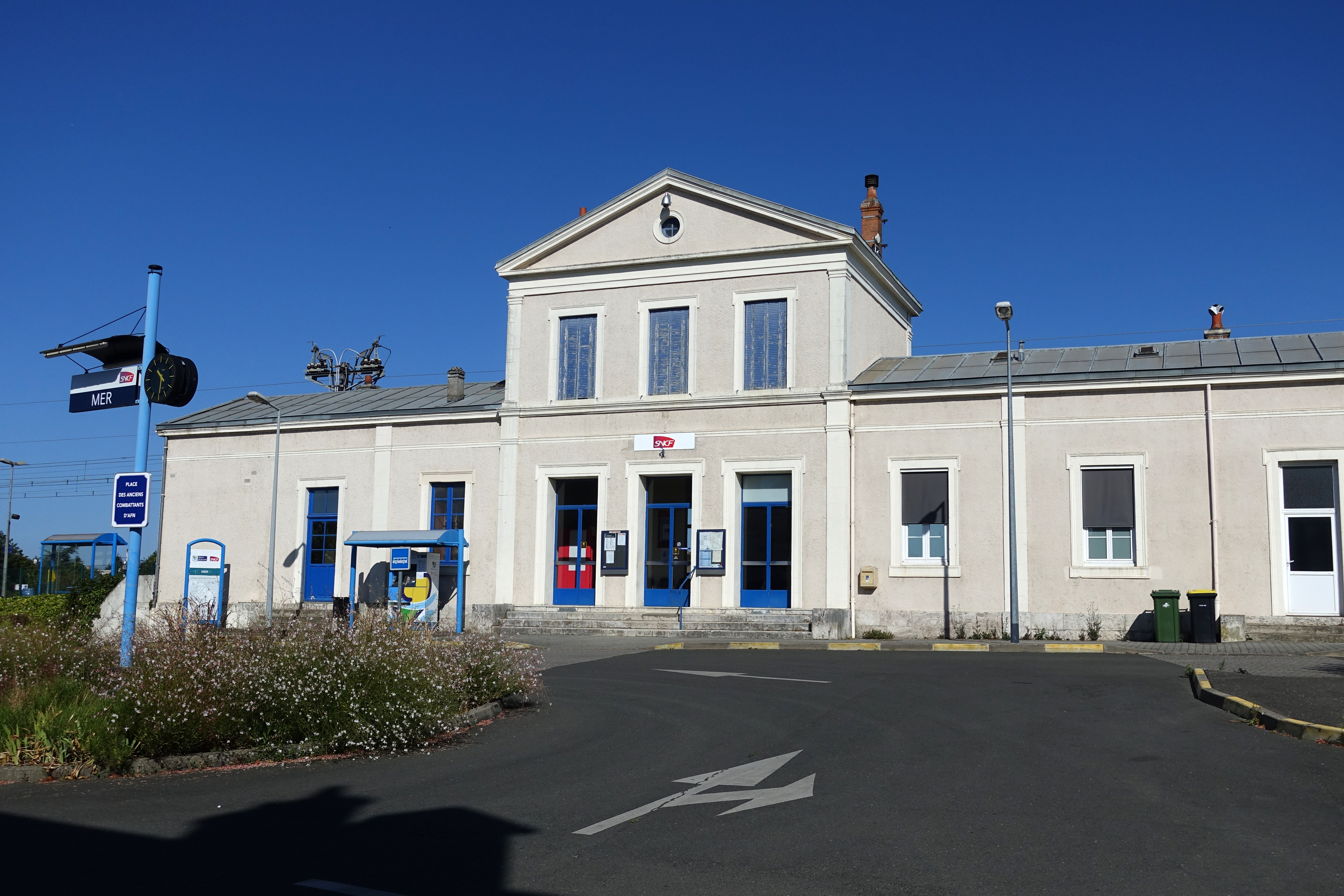
Empfangsgebäude des Bahnhofs

## Persönlichkeiten
- Pierre Jurieu (1637–1713), Theologe, geboren in Mer
- Joseph Maunoury (1847–1923), Marschall von Frankreich, starb in Mer
- Alexandre Bigot (1862–1927), Baukeramiker, geboren in Mer
- Philippe de Félice (1880–1964),  reformierter Geistlicher und Theologe, sowie Religionshistoriker, geboren in Mer
- Pierre Laboute (* 1942), Meeresbiologe, Taucher und Unterwasserfotograf, geboren in Mer
- Sonia Bompastor (* 1980), Fußballspielerin u. a. in Mer

## Städtepartnerschaft
- Kinver (Großbritannien), seit 1987